# Pristigloma nitens
Pristigloma nitens är en musselart som först beskrevs av John Gwyn Jeffreys 1876.  Pristigloma nitens ingår i släktet Pristigloma och familjen Pristiglomidae. Inga underarter finns listade i Catalogue of Life.